# Aero A.35
L'Aero A-35 est un avion de transport commercial qui a effectué son premier vol en Tchécoslovaquie en 1928.
Conçu comme un appareil long-courrier, probablement avec l’idée d’une liaison transatlantique, c’était un appareil moderne, monoplan à aile haute pouvant transporter 5 passagers en cabine et éventuellement un passager supplémentaire à côté du pilote dont le poste de pilotage, curieusement, n’était pas entièrement fermé. Cet avion fut utilisé par CSA, deux exemplaires étant également vendus à une entreprise tchèque pour ses besoins internes, ce qui fait de l’Aero A-35 un des premiers avions d’affaires au monde.